# Приз за найкращий фільм Київського міжнародного кінофестивалю «Молодість»
Приз за найкращий фільм Київського міжнародного кінофестивалю «Молодість» присуджує міжнародне журі кінофестивалю у кожній конкурсній категорії: за найкращий повнометражний фільм, найкращий короткометражний фільм та за найкращий студентський фільм. У 1990-х роках присуджували також призи за найкращий документальний та анімаційний фільми.
Переможці конкурсу отримують винагороди у розмірі $2 500, або еквівалентну цій сумі матеріальну відзнаку та дипломи журі.

## Переможці
У таблиці наведено дані про переможців, починаючи з часу отримання кінофестивалем «Молодість» офіційного статусу міжнародного у 1993 році.

### 1990-і
| Рік         | Категорія (Фільм) | Назва фільму українською | Оригінальна назва       | Режисер           | Країна                 |
| ----------- | ----------------- | ------------------------ | ----------------------- | ----------------- | ---------------------- |
| 1996 (26-й) | Повнометражний    | Навмисне вбивство        | Ubisto s Predumisljajem | Горчін Стоянович  | Сербія                 |
| 1996 (26-й) | Короткометражний  | Тут і Там                | La et ca                | Сандра Когут      | Бразилія Франція       |
| 1996 (26-й) | Анімаційний       | Пошук                    | Suche                   | Тайрон Монтгомері | Німеччина              |
| 1996 (26-й) | Студентський      | Сім                      | Seven                   | Шона Ауербах      | Польща Велика Британія |
|             |                   |                          |                         |                   |                        |
| 1997 (27-й) | Повнометражний    | Моє життя у рожевому     | Ma vie en rose          | Ален Берлінер     | Франція Бельгія        |
| 1997 (27-й) | Короткометражний  | Недільні історії         | Sunday stories          | Еврос Лін         | Велика Британія        |
| 1997 (27-й) | Документальний    | Куди поділося назавжди?  | Where did forever go?   | Майкл Двосс       | США                    |
| 1997 (27-й) | Студентський      | Мішанина                 | Reel mix                | Валентин Вилчев   | Болгарія               |

### 2000-і
| Рік         | Категорія (Фільм) | Назва фільму українською                   | Оригінальна назва                    | Режисер                                 | Країна                   |
| ----------- | ----------------- | ------------------------------------------ | ------------------------------------ | --------------------------------------- | ------------------------ |
| 2004 (34-й) | Повнометражний    | Контроль                                   | Kontroll                             | Німрод Антал                            | Угорщина                 |
| 2004 (34-й) | Короткометражний  | Остання ферма                              | Sidasti baerinn                      | Рунар Рунарссон                         | Ісландія                 |
| 2004 (34-й) | Студентський      | Бог грає на саксофоні, диявол — на скрипці | Dumnezeu la saxofon, Dracu la vioara | Олександра Гулеа                        | Німеччина                |
|             |                   |                                            |                                      |                                         |                          |
| 2005 (35-й) | Повнометражний    | Айсберг                                    | L'iceberg                            | Фіона Гордон, Домінік Абель, Бруно Ромі | Бельгія                  |
| 2005 (35-й) | Короткометражний  | Молот                                      |                                      | Мігель Салазар                          | Колумбія США             |
| 2005 (35-й) | Студентський      | Мелодрама                                  | Melodramat                           | Філіп Марчевські                        | Польща                   |
| 2005 (35-й) | Студентський      | Удвох                                      |                                      | Ніколай Хомерікі                        | Франція Росія            |
|             |                   |                                            |                                      |                                         |                          |
| 2006 (36-й) | Повнометражний    | Ейфорія                                    | Эйфория                              | Іван Вирипаєв                           | Росія                    |
| 2006 (36-й) | Короткометражний  | Марілена з P7                              | Marilena de la P7                    | Крістіан Немеску                        | Румунія                  |
| 2006 (36-й) | Студентський      | Наступниця                                 | Hayelet Bodeda                       | Талья Лаві                              | Ізраїль                  |
|             |                   |                                            |                                      |                                         |                          |
| 2007 (37-й) | Повнометражний    | Холтрейн                                   | Wholetrain                           | Флоріан Ґааґ                            | Німеччина Польща         |
| 2007 (37-й) | Короткометражний  | Ковчег                                     | Arka                                 | Ґжегож Йонкайтіс                        | Польща                   |
| 2007 (37-й) | Студентський      | Серце крається                             | Hjerteklipp                          | Анне Севіцькі                           | Норвегія                 |
|             |                   |                                            |                                      |                                         |                          |
| 2008 (38-й) | Повнометражний    | Гадерсфілд                                 | Hadersfild                           | Іван Живкович                           | Сербія                   |
| 2008 (38-й) | Короткометражний  | Рене                                       | Rene                                 | Тобіас Ноель                            | Швейцарія                |
| 2008 (38-й) | Студентський      | Голешово                                   | Goleshovo                            | Іліан Мєтєв                             | Болгарія Велика Британія |
|             |                   |                                            |                                      |                                         |                          |
| 2009 (39-й) | Повнометражний    | Той берег                                  | Gagma Napiri                         | Ґеорґій Овашвілі                        | Грузія Казахстан         |
| 2009 (39-й) | Короткометражний  | Автономія волі                             | Autonomie de la Volonte              | Антуан Купер                            | Бельгія                  |
| 2009 (39-й) | Студентський      | Кася                                       | Kasia                                | Елізабет Льядо                          | Бельгія                  |
| 2009 (39-й) | Студентський      | Сигнал                                     | Signalis                             | Адріан Флюкіґер                         | Швейцарія                |
|             |                   |                                            |                                      |                                         |                          |
| 2010 (40-й) | Повнометражний    | Звуки шуму                                 | Sound of Noise                       | Ола Сімонссон, Йоханнес Штерне Нільсон  | Швеція Франція           |
| 2010 (40-й) | Короткометражний  | Пригноблена більшість                      | Majorite opprimee                    | Елеонор Пур'я                           | Франція                  |
| 2010 (40-й) | Короткометражний  | ДівчинаЯкЯ                                 | GirlLikeMe                           | Роуленд Джобсон                         | Велика Британія          |
| 2010 (40-й) | Студентський      | Я, Гельмут                                 | Ich bin's Helmut                     | Ніколас Штайнер                         | Німеччина                |

### 2010-і
| Рік         | Категорія (Фільм) | Назва фільму українською       | Оригінальна назва         | Режисер                         | Країна                     |
| ----------- | ----------------- | ------------------------------ | ------------------------- | ------------------------------- | -------------------------- |
| 2011 (41-й) | Повнометражний    | Акації                         | Las Acacias               | Пабло Джорджеллі                | Аргентина Іспанія          |
| 2011 (41-й) | Короткометражний  | Втеча                          | La Huida                  | Віктор Карей                    | Іспанія                    |
| 2011 (41-й) | Студентський      | Корал                          | Coral                     | Іґнасіо Чанетон                 | Аргентина                  |
| 2011 (41-й) | Студентський      | Мотузка та кров                | Twist & Blood             | Куба Чекай                      | Польща                     |
|             |                   |                                |                           |                                 |                            |
| 2012 (42-й) | Повнометражний    | Жени бабло!                    | Gimme the Loot            | Адам Леон                       | США                        |
| 2012 (42-й) | Короткометражний  | О Віллі…                       | Oh Willy…                 | Емма Де Сверф, Марк Джеймс Роле | Бельгія Франція Нідерланди |
| 2012 (42-й) | Студентський      | Повернення                     | Hazara                    | Шай Леві                        | Ізраїль                    |
| 2012 (42-й) | Студентський      | Дорога на…                     | Дорога на…                | Таісія Іґумєнцева               | Росія                      |
|             |                   |                                |                           |                                 |                            |
| 2013 (43-й) | Повнометражний    | Іло Іло                        | Ilo Ilo                   | Ентоні Чен                      | Сінгапур                   |
| 2013 (43-й) | Короткометражний  | Олійна лампа                   | La lampe au beurre de yak | Гу Вей                          | Франція                    |
| 2013 (43-й) | Студентський      | Матір                          | Matka                     | Лукаш Остальський               | Польща                     |
|             |                   |                                |                           |                                 |                            |
| 2014 (44-й) | Повнометражний    | Клас корекції                  | Correction Class          | Іван І. Твєрдовський            | Росія Німеччина            |
| 2014 (44-й) | Короткометражний  | Плоть і кров                   | Flesh and Blood           | Федеріко Ескуерро               | Аргентина                  |
| 2014 (44-й) | Студентський      | Берлінська трійка              | Berlin Troika             | Андрій Гончаров                 | Німеччина                  |
|             |                   |                                |                           |                                 |                            |
| 2015 (45-й) | Повнометражний    | Пікадеро                       | Pikadero                  | Бен Шеррок                      | Велика Британія Іспанія    |
| 2015 (45-й) | Повнометражний    | Ішканул                        | Ixcanul                   | Хайро Бустаманте                | Гватемала Франція          |
| 2015 (45-й) | Короткометражний  | Мізинець                       | Mały palec                | Томаш Чіхонь                    | Польща                     |
| 2015 (45-й) | Студентський      | Дисципліна                     | Discipline                | Крістоф М. Сабер                | Швейцарія                  |
|             |                   |                                |                           |                                 |                            |
| 2016 (46-й) | Повнометражний    | Воротар                        | Keeper                    | Гійом Сене                      | Бельгія Швейцарія Франція  |
| 2016 (46-й) | Короткометражний  | Вознесіння                     | Ascensão                  | Педру Перальта                  | Португалія                 |
| 2016 (46-й) | Студентський      | Жінка та її колісниця          | Elle pis son char         | Лоїк Дарсес                     | Канада                     |
|             |                   |                                |                           |                                 |                            |
| 2018 (47-й) | Повнометражний    | Зимові брати                   | Vinterbrødre              | Глинур Палмасон                 | Данія Ісландія             |
| 2018 (47-й) | Короткометражний  | Блискуча нагла смерть          | Splendida moarte accident | Серджіу Неґулічі                | Румунія                    |
| 2018 (47-й) | Студентський      | Тісні зв'язки                  | Więzir                    | Зофія Ковалевська               | Польща                     |
|             |                   |                                |                           |                                 |                            |
| 2019 (48-й) | Повнометражний    | Колібрі                        | House of Hummingbird      | Кім Бо-Ра                       | Південна Корея             |
| 2019 (48-й) | Короткометражний  | Безумовна любов                | Unconditional Love        | Рафаль Лисак                    | Польща                     |
| 2019 (48-й) | Студентський      | Як запустити повітряного змія? | How to Fly a Kite?        | Лоранда Ґабор                   | Румунія                    |